# Peter Thorneycroft
George Edward Peter Thorneycroft, baron Thorneycroft CH (ur. 26 lipca 1909, zm. 4 czerwca 1994 w Londynie) – brytyjski polityk, członek Partii Konserwatywnej, minister w rządach Winstona Churchilla, Anthony’ego Edena, Harolda Macmillana i Aleca Douglasa-Home’a.
Wykształcenie odebrał w Eton College. Następnie rozpoczął praktykę adwokacką. W 1938 r. został wybrany do Izby Gmin w wyborach uzupełniających w okręgu Stafford. Miejsce w parlamencie utracił po wyborach powszechnych w 1945 r. Do Izby Gmin powrócił jeszcze w tym samym roku, po wyborach uzupełniających w okręgu Monmouth. W rządzie dozorującym Churchilla w 1945 r. był parlamentarnym sekretarzem w ministerstwie transportu wojennego.
Po wygranej konserwatystów w wyborach 1951 r. Thorneycroft został przewodniczącym Zarządu Handlu. W 1957 r. objął stanowisko kanclerza skarbu. Zrezygnował w 1958 r. w proteście przeciwko rządowej polityce finansowej. Thorneycroft powrócił do gabinetu w 1960 r. jako minister lotnictwa cywilnego. W latach 1962–1964 był ministrem obrony. W latach 1965–1966 był ministrem spraw wewnętrznych w gabinecie cieni. W Izbie Gmin zasiadał do przegranych wyborów w 1966 r. Następnie został kreowany parem dożywotnim jako baron Thorneycroft i zasiadł w Izbie Lordów.
W późniejszych latach lord Thorneycroft zaliczał się do grona zwolenników Margaret Thatcher. Z jej poparciem objął w 1975 r. stanowisko przewodniczącego Partii Konserwatywnej i sprawował je do 1981 r. Zmarł w 1994 r.
Był dwukrotnie żonaty (jego drugą żoną była Carla Cappi). Z pierwszą żoną miał syna, z drugą córkę.